# فيل هانسن
فيل هانسن (بالإنجليزية: Phil Hansen)‏ هو فنان أمريكي، ولد في 1979 في بنتون سيتي في الولايات المتحدة.

## وصلات خارجية
- الموقع الرسمي